# Ефталити
Ефталитите, или бели хуни, са степен народ от групата на хионитите,
завладял през 5 – 6 век обширна територия от Тарим и
Согдиана до Пенджаб. Смята се, че ефталитите са европеиден народ, като доказателство биха могли да бъдат таримските мумии. Вероятно те произлизат от части от северни хунну изселили се от Джунгария в Хорезмия, по времето на сянбийската експанзия.
Сведенията за ефталитите идват от съседните страни, оставили писмени исторически
източници. Във Византия ги наричат ефталити, в
Персия – аятелаити, в Китай – 滑 (хуа), а в Индия – хуна. Друго тяхно наименование, използвано в Китай е 厌哒 или 厭達 (йе-тай), в корейски вариант, считан за по-близък до оригиналното произношение, – 엽달 (йоптал), което вероятно има същия корен като западното ефталити. Според някои източници това е името на един от петте кушански рода.

## Създаване на ефталитското царство
Ефталитите се появяват в писаната история в средата на V век., когато предводителят им Хингила и основател на Ефталитската империя започва да измества кидаритите. Около 440 ефталитите завладяват Согдиана, а след това
Балх и Бактрия. В средата на 5 век, ефталитите отнемат
Кабул от Кидаритите, клон на хионитите и ги преместват в
Хива.
През следващите години ефталитите унищожават окончателно държавата
Кушан. След смъртта на Скандагупта през 470 ефталитите нападат
Индия и унищожават държавата на Гупта. Те се придвижват по река
Ганг, като разграбват градовете, а столицата Паталипутра е
пръвърната от процъфтяващо средище в малко село. Ефталитите преследват
будизма и унищожават всички будистки манастири по пътя си. Част
от ефталитите се установява в Северозападна Индия и управлява тази територия
през следващия век.
През 484 водачът на ефталитите Ахшунвар напада сасанидския цар Фируз в Хорасан. Персия Персийската армия понася тежко поражение, самият Фируз е убит, а ефталитите се превръщат в регионална сила в Средна Азия и завладяват Мерв и Херат. През следващите години те се намесват в персийските междуособици, като един от претендентите за трона, Кобад, се жени за племенница на Ахшунвар и с негова помощ заема престола през 499.
За първи път ефталитите стават фактор през 457 г. и не след дълго обединяват всички намиращи се на изток от Каспийско море до Таримската долина и от Аралско море до Индийския океан хионитски племена в една империя с развита администрация от кушански тип и собствено монетосечене.
След победата над Персия ефталитите завладяват голяма част от Таримския басейн. Около 495 те установяват съюзни отношения с тиелъ, а през следващите години нападат Хотан, Кашгар и Карашар. Те се намесват във войните между Жоужан и империята Северна Уей, като първоначално са на страната на Северна Уей, но около 518 сключват съюз с Жоужан.
Ефталитите основават зимната си столица Пянджикент в
Заравшанската долина. Градът се превръща в процъфтяващ център до
разрушаването му от арабите през 7 век. Водачите на ефталитите се
придвижват ежегодно между зимната столица в Бактрия и летните си резиденции
в Бадахшан.

## Разгром на ефталитите
Около 559 персийският цар Хосров Ануширван сключва съюз с тюрките, като се жени за дъщерята на Истеми. Войната започва през 560, когато ефталитският цар Гатфар избива преминаващите през негова територия към Персия тюркски пратеници. Към войските на Истеми се присъединява отделилият се Хотан, а персийците успяват да постигнат първата значителна победа през 562. Истеми превзема Чач и ефталитите отстъпват от Бухара към планините. В битката при Несефа през 565 те са напълно разгромени от тюрките, а държавата им в Средна Азия е унищожена.
Согдиана е завладяна от тюрките, а Персия получава западните части от царството
на ефталитите. Отделни групи ефталити успяват да задържат малки територии в
Афганистан до идването на арабите през 7 век, а държавата в Индия, макар и
отслабена, оцелява до около 600 г.

## Владетели на ефталитите
Точната структура на управление на ефталитите е неизвестна и са запазени само
отделни имена на техни владетели:
- в Согдиана и Бактрия
  - Акшувар (ок. 420 – ок. 435)
  - Хингила (ок. 435 – ок. 470)
  - Ахшунвар (ок. 470 – след 498)
  - Гатфар (ок 550 – 565)
- в Тарим
  - Йе-дай-йи-ли-туо (ок. 507 – 531), може би става дума за династия
- в Индия
  - Торамана I (до 502)
  - Михиракула (502 – 530)
  - Торамана II (530 – 570)
  - Нарана (570 – 600)
  - Лахана (средата на 6 век)
  - Хингила (края на 6 век)